# Выстрел с монитора
«Вы́стрел с монито́ра» — повесть Владислава Крапивина. Написана в 1988 году и напечатана в 1988—1989 годах в журнале «Пионер» с иллюстрациями Е. Стерлиговой, а в 1992 году вышла в серии «Библиотека приключений и научной фантастики» издательства «Детская литература». Впоследствии неоднократно переиздавалась. Первая повесть цикла «В глубине Великого Кристалла». Повесть построена как «рассказ в рассказе», в её художественном мире искажается перспектива времени и пространства. Мальчик Павлик возвращается домой на речном пароходе и случайно знакомится со стариком, Пассажиром, который рассказывает притчу о древнем, ныне исчезнувшем городе Реттерхальме. Согласно легенде, жители города изгнали мальчишку по имени Галиен Тукк, поскольку тот обладал необычными способностями и представлял опасность для общественного благополучия. В трудный момент мальчик преодолел свою обиду и спас город, предотвратив нападение с монитора — бронированного корабля. В концовке повести граница между реальностью и фантастикой стирается: с Павликом происходят странные события, в результате которых он чудесным образом добирается до дома. В произведении усматривали проблематику детского внутриличностного конфликта, а также авторскую трактовку вопроса о «слезинке ребёнка»; образы героев, Галиена и Павлика, перекликаются.

## Создание и публикации
Повесть была написана в 1988 году и напечатана в 1988—1989 годах в журнале «Пионер» с иллюстрациями Е. Стерлиговой. В 1992 году повесть вошла в одноименный сборник в серии «Библиотека приключений и научной фантастики» московского издательства «Детская литература» (вместе с повестью «Гуси-гуси, га-га-га…»; иллюстрации Е. Медведева) и в том же году была издана в Екатеринбурге в книге «Застава на Якорном поле» («Средне-Уральское книжное издательство»; иллюстрации Е. Стерлиговой), куда вошли ещё две повести из цикла о Кристалле. Впоследствии неоднократно переиздавалась, в том числе под названием «Легенда о Хранителе».
В переизданиях Крапивин добавил две «документальные» вставки, помещенные в качестве вступлений к повести: «Плановое донесение спецгруппы „КРИСТАЛЛ-2“ № 142-д» и фрагмент из реферата «доцента Т-ского пединститута У. О. Валуевой».

## Сюжет
Мальчик лет одиннадцати Павлик Находкин отправляется домой на речном пароходе «Кобург» с пристани Лисьи Норы; там он провел некоторое время, чтобы не жить с мачехой. Его провожает Анна Яковлевна. Соседом мальчика по каюте оказывается немолодой мужчина, который, по его словам, работал в «Плодовощторге» и увлекался собиранием разных историй и легенд. Мальчик демонстрирует сверхъестественные способности, снимая боль Пассажира, который страдает от остеохондроза. Неожиданно на палубе звякает монетка, которую быстро присваивает буфетчица; мальчик думает, что монетка выпала у него, так как он недавно менял три рубля. Когда пароход проплывает мимо мыса, мальчик видит силуэт на обрыве; Пассажир объясняет, что это памятник, бронзовая фигура мальчика и что это мыс под названием Город, где раньше стоял форт; эта скульптура — единственное, что осталось от древнего города.
Пассажир зачитывает повесть-легенду из потрепанной тетради — историю про древний город Реттерхальм, построенный во времена рыцарей. В городе жил мальчик по имени Галиен Тукк, или Галька. Тогда в Реттерхальме только пустили круговой трамвай на холме. Во время купания Галька с друзьями находят странную монетку с профилем мальчика и навещают мадам Валентину, местную «волшебницу», «бакалавра философских и естественных наук», чтобы спросить про монетку. По её словам, на монетке изображен трубач, спасший город Лехтенстаарн. Дома у Валентины ребята видят на подоконнике «странный кристалл: синеватый, полупрозрачный, с искорками». Хозяйка объясняет, что выращивает модель Мироздания, у которой множество проявлений, как вариантов человеческих судеб и граней у Вечного Кристалла. На Трамвайной площадке один из друзей кладет монетку на рельсы; Галька, пытаясь её спасти, чуть не попадает под подходящий трамвай, происходит авария. Галиена сажают в тюрьму и решением магистрата изгоняют из города. Мальчик оказывается в одиночестве, теряет дом, семью, друзей, родину и всю обычную жизнь.
В это время в стране велась гражданская война. Галька попадает к военным, которые в целях устрашения планируют выстрелить с монитора — бронированного корабля под командованием капитана Красса — по Реттерхальму. Мальчик говорит, что ненавидит город и вызывается помочь, так как знает местность. Ночью он пытается подмочить порох, чтобы не дать кораблю выстрелить. При выстреле происходит недолёт снаряда, на мониторе вспыхивает мятеж и Гальку и Красса чуть не расстреливают. В итоге экипаж сдается Реттерхальму, поскольку монитор напоролся на сваи в воде (что запланировал Галька). В Реттерхальме с Гальки снимают обвинения, в том числе потому, что, как оказалось, трамвай затормозил раньше. Теперь в городе Гальку считают героем. Главный советник Биркенштакк раскрывает настоящую причину изгнания: говорит мальчику, что тот силой воли предотвратил крушение трамвая, который должен был упасть с обрыва; Галька — койво, человек с необъяснимыми способностями. Герой понимает, что удержал снаряд во время выстрела по городу. История Пассажира заканчивается тем, что Галька уходит из города неизвестно куда, а жители воздвигают ему памятник. Позднее город опустел и разрушился, возможно, потому, что предал Гальку, хотя ошибка и была исправлена.
Пассажир рассказывает спутнику легенду о Командоре, который собирает неприкаянных детей-койво со всего света; одним из Командоров был Красс. Койво — это дети из будущего, когда не будет одиноких и несвободных, а люди смогут всегда быть вместе невзирая на расстояния. Мальчик сходит с парохода, Пассажир покупает ему билет на автобус до дома и дарит свою парусиновую куртку, чтобы тот не замёрз; они расстаются. Вечером начинаются странные события: выясняется, что автобус не ходит в этот день, происходит путаница с днями недели, мальчик не узнаёт местность. Он попадает в тёмный густой лес и поднимается на холм, где должен стоять памятник Гальке, но его нет, как и следов форта. Мальчик роняет монетку на проходящий мимо пароход. В лесу он встречает странных девочку и мальчика по имени Юкки, которые появляются «как из сказки», и отдаёт им парусиновую куртку. Когда дети прощаются на реттерхальмском языке, оказывается, что мальчик понимает и знает этот древний язык. Мальчик выходит из леса и звонит из телефонной будки Анне Яковлевне, которая ему говорит, что он только что уехал, а затем говорит по телефону с сестрой Майкой; младшая сестра просит брата вернуться домой, так как ей страшно одной; Майка называет его по имени. Закончив разговор, Павлик сразу же оказывается в родном Черехомске (куда, как ему кажется, он добрался на попутной машине), где садится на городской автобус, а потом бежит, почти летит домой и уже видит дом; одновременно ему представляется, что он сидит на палубе с Пассажиром. В кармане он нащупывает тяжёлую медную пуговицу от парусиновой куртки; на пуговице, являющейся знаком командорства, изображены «якорь — символ надежды, скрещенные шпаги — эмблема чести и встающее солнце — душа всего живого на нашей планете».

## Анализ и оценки
Повесть выстроена рекурсивным образом, как «рассказ в рассказе», и предваряется двумя «документальными» вступлениями. Критик Д. Байкалов считал повесть своего рода прологом ко всему циклу о Кристалле.
Литературный критик И. Васюченко, оценивая повесть вместе с другой повестью из цикла о Великом Кристалле «Застава на Якорном поле», отметила «торопливость» автора, что объясняется попыткой писать на злобу дня, несмотря на талант и самобытность Крапивина. Критик обратила внимание на самоповторы — Галиен Тукк и Матиуш Радомир (герой «Заставы…») практически неотличимы, оба «чрезвычайно чувствительные и беззаветно отважные» подростки, наделённые романтическим мировосприятием. Обе повести, по мнению критика, характеризуются «красочностью, эмоциональной приподнятостью»; Васюченко полагала, что переход автора от неявно присутствующей в его произведениях темы «природной избранности героя» к открытому изображению сверхчеловеческих способностей негативно сказался на художественных достоинствах. Критик находила в повести (как и в «Заставе на Якорном поле») излишнее количество «возвышенных переживаний и многозначительности, приключений и риторики, фантастики и жалостливости…».
Литературовед Е. Великанова характеризовала повесть как реалистичную, поскольку всё фантастическое, что в ней происходит, можно трактовать как сон или череду совпадений. Великанова сравнила повесть с заключительной повестью цикла о Кристалле — «Лоцман», отметив «зеркальность» двух произведений. Обе повести выстроены вокруг путешествия взрослого и ребенка в «атмосфере снов, легенд, догадок и воспоминаний». Город Реттерхальм зеркален по отношению к Реттербургу, зеркальны и государства (две Федерации, Западная и Восточная). Как отмечала Великанова, реалистическая интерпретация повести отходит на второй план после завершения всего цикла о Кристалле: научно-фантастические мотивы связывают произведение с другими частями цикла. Комментируя «документальные» дополнения, литературовед отмечала, что «донесение» (первое вступление) о местном «возмущении межузловых многомерных полей» прямо указывает на жанр научной фантастики, а вторая «научная» вставка, упоминающая сюжеты о Командоре как результат студенческого фольклора и моды на «псевдонаучные идеи о многомерности миров и явлений», представляет собой обращение к традиционному приему фантастики, поскольку ставит читателя перед псевдовыбором: «„верить“ или „ не верить“» описанному в произведении.
Великанова проанализировала изменение в повести образа города, который в крапивинских сказках обозначал земной «рай», и странные события, произошедшие с Павликом. Первоначально в рассказе Пассажира древний город описывался как процветающий, Реттерхальм славился «своим театром, библиотекой, древностями». Впоследствии город исчез, на его месте оказался густой таинственный лес, который производил на мальчика впечатление сказочности и загадочности и в котором герой получил необычные способности (знание реттерхальмского языка) после странной встречи с детьми. При выходе из «города-леса» начинаются чудесные изменения пространства и времени, и как отмечала Великанова, называется имя мальчика, что расколдовывает героя и даёт ему «индивидуальность и реалистичность». Литературовед полагала, что эти события можно также считать фантастикой: ситуация сохраняет неопределённость, трактовка произошедшего остаётся на усмотрение читателя. По мнению Великановой, в контексте всего цикла очевидна научно-фантастическая интерпретация; в повести «Крик петуха» случившееся с Павликом получило название «Черемховский эффект». Исследователь упомянула тему смерти ребёнка на войне: Галиена собираются расстрелять, поскольку, по словам отдавшего приказ офицера, «военные законы одинаковы для всех». Образ мадам Валентины литературовед посчитала примером крапивинского героя-взрослого, который сохраняет в себе детское восприятие и наделён юмористическим чертами: мадам Валентина является настоящим учёным и в то же время дружит с детьми, привязана к «любимой жабе Жаннетте и рыжему коту». Литературовед Н. Богатырёва посчитала точным и убедительным с точки зрения подростковой психологии авторское описание «чувств и мыслей» Галиена, как и действий героя в чрезвычайной ситуации, когда его должны расстрелять.
Литературовед Ю. Аникина, рассматривая тему конфликта в творчестве писателя, полагала, что сюжет повести выстроен на основе «сложной системы взаимодействий», которые составляют внутриличностный конфликт. Одиночество двух героев, Павлика и Галиена (их образы автор сознательно делает похожими), связано с обострением этого конфликта. Изгнание Тукка из Реттерхальма, то есть ситуация, когда общество некоторым образом ограничивает индивида, указывает на противопоставление желания и любви к близким, с одной стороны, и долга и этических норм, с другой. Этот конфликт частично разрешается, поскольку Галиен, несмотря на обиду, отказывается от участия в гражданской войне, избегая «намеренной жестокости»; в то же время, по мнению Аникиной, угасающий конфликт сохраняется, поскольку мальчик сохраняет в себе ощущение «вины и обиды» и покидает Реттерхальм. Сюжетная линия с Павликом, по мнению Аникиной, завершается конструктивным разрешением внутреннего конфликта. Мальчик изначально оказывается в ситуации коллизии между предписаниями двух различных социальных ролей, брата и сына. С одной стороны, он должен признавать мачеху, которая в качестве матери нужна его младшей сестре Майке, с другой стороны, он чтит память о матери. Духовные переживания, испытанные во временной петле, помогают мальчику по-настоящему осознать свою любовь к сестре и раскаяться, в результате чего он волшебным образом перемещается и попадает «в нужное время в нужном месте».
Литературовед О. Сухих проанализировала повесть в контексте проблематики «слезинки ребёнка» Достоевского и легенды о великом инквизиторе. Изгнание ребенка, то есть его жертва, объясняется тем, что его необыкновенные способности, которыми он не может управлять, представляют опасность общественному порядку и благополучию. Авария трамвая произошла якобы по вине Галиена, хотя жертв не было; тогда как на самом деле, как потом выясняется, мальчик-койво остановил движение вагона. Биркенштакк впоследствии объясняет мальчику, что тот виноват, «хоть и невольно». И великий инквизитор, и Биркенштакк воплощают этику утилитаризма: если первый намеренно скрывает от людей суть вещей в своем якобы «христианском» государстве, то чиновник, чтобы не допустить возможных негативных последствий, намеренно скрывает правду и обвиняет Галиена в совершении преступления; он идёт на всё, чтобы изгнать мальчика, чувствуя свою ответственность перед городом. Сухих отметила, что Биркенштакк жертвует Галиеном ради благополучия города, однако не является «бездушным и жестоким», а переживает за ребенка, в частности сильно волнуется, зачитывая вынужденный приговор. Сухих полагала, что в Биркенштакке конфликтуют «чувство и долг» или, говоря словам Достоевского, «натура и идея». По мнению литературоведа, Биркенштакк, действуя согласно утилитаристской этике, испытывает «инквизиторские» страдания из-за антигуманного решения, трусость вызывает душевные смятения (в то время как смелость в этом контексте приводит к «душевному спокойствию»): Биркенштакк отвечает Галиену, который обвиняет чиновника в трусости, что «иногда быть трусом намного сложнее», имея в виду, что идёт на это ради общего блага. Исследователь обнаруживала и внешнее сходство между великим инквизитором и Биркенштакком, прежде всего их пожилой возраст и сухощавость.
Литературоведы И. Минералова и А. Харитонова считали, что для художественного мира повести характерна искаженная перспектива времени и пространства. Литературоведы отметили, что автор обращается к приёму «разрушения четвертой стены», поскольку намекает читателю, что конец сказки зависит от желания автора. С искажением пространства и времени связана композиция произведения, включающая реальный и фантастически-сказочный уровни повествования, которые в итоге объединяются; мальчик наблюдает, как «время коверкается, пространство сжимается». Как отмечали исследователи, Пассажир, говоря о времени событий своего рассказа, считает, они имели место в реальности: по его словам, запущенный в Реттерхальме трамвай «был одним из самых первых на свете, старше берлинского». Другим фантастическим элементом является мотив исцеления (частый у Крапивина), способностями к которому обладает мальчик. Минералова и Харитонова отметили эстетическую близость образа «койво» к «суперчеловеку, супергерою» из фантастики и обратили внимание на образ Великого Кристалла, который Галька видит дома у мадам Валентины.
Литературный критик В. Владимирский, отмечая нереалистичность образов подростков в творчестве Крапивина и называя его сказочные произведения «литературой повышенной комфортности», полагал, что мир повести характеризуется «разумностью и гуманностью». По мнению критика, в этом мире невозможны как «бессмысленные и жестокие трагедии», так и появление жестоких и безнравственных подростков из реальной жизни (что критик сравнил с возможным заселением «роты стройбатовцев…в Грановитую палату»); бедствия если и случаются, то согласно «высшему замыслу». Владимирский считал, что события в повести, включая знакомство мальчика с «подозрительным стариком» и притчу об изгнании и подвиге подростка, являются частью метасюжета о Великом Кристалле и имеют «глубокий внутренний смысл», хотя внешне выглядят стечением обстоятельств. Делая вывод в рецензии, критик называл Крапивина «блестящим утешителем», который не отказывается от возможности счастливой концовки, пусть и в ином месте и времени, и от возможности достижения мировой гармонии. По мнению Владимирского, повесть, с одной стороны, представляет собой завершенную и замкнутую историю с «закольцованным сюжетом» и действием, которое разворачивается «неспешно, тягуче, в такт течению реки»; с другой стороны, критик усматривал в произведении пересортировку обычных приемов и наметки цикла о Кристалле. Так, в повести фигурирует литературно обработанная легенда в рамках якобы реалистического нарратива; присутствуют «романтика и ностальгия» как фундамент для авторской мифологии; существуют параллельные взаимосвязанные вселенные (которые могут быть как копиями, так и сильно отличаться; эта идея позволяет оправдать логические неувязки и авторские повторы); представлены темы предательства и самопожертвования.

## Издания

### Журнальные публикации
- Крапивин В. Выстрел с монитора // Пионер. — М. : Правда, 1988. — № 10. — С. 7—18. — Начало. Рис. Е. Стерлиговой. — 1 630 000 экз.
- Крапивин В. Выстрел с монитора // Пионер. — М. : Правда, 1988. — № 11. — С. 12—23. — Продолжение. Рис. Е. Стерлиговой. — 1 630 000 экз.
- Крапивин В. Выстрел с монитора // Пионер. — М. : Правда, 1988. — № 12. — С. 14—26. — Продолжение. Рис. Е. Стерлиговой. — 1 630 000 экз.
- Крапивин В. Выстрел с монитора // Пионер. — М. : Правда, 1989. — № 1. — С. 42—51. — Продолжение. Рис. Е. Стерлиговой. — 1 770 000 экз.
- Крапивин В. Выстрел с монитора // Пионер. — М. : Правда, 1989. — № 2. — С. 34—43. — Окончание. Рис. Е. Стерлиговой. — 1 770 000 экз.

### Книжные издания
- Крапивин В. Выстрел с монитора // Выстрел с монитора. — М. : Детская литература, 1992. — С. 7—142. — (Библиотека приключений и научной фантастики). — Илл. Е. Медведева. — 100 000 экз. — ISBN 5-08-002226-4.
- Крапивин В. Выстрел с монитора // Застава на Якорном поле. — Екатеринбург : Средне-Уральское кн. изд-во, 1992. — С. 5—131. — Илл. Е. Стерлиговой. — 200 000 экз. — ISBN 5-7528-0464-1.
- Крапивин В. Выстрел с монитора // Выстрел с монитора. — Н. Новгород : Нижкнига, 1994. — С. 37—162. — (Владислав Крапивин). — Илл. Е. Стерлиговой. — 50 000 экз. — ISBN 5-86067-019-2.
- Крапивин В. Легенда о Хранителе (Выстрел с монитора) // Легенда о Хранителе. — М. : Центрполиграф, 1998. — С. 7—214. — (Классическая библиотека сказочных приключений). — Худ. С. Яковлев. — 10 000 экз. — ISBN 5-218-00670-X.
- Крапивин В. Выстрел с монитора // Собрание сочинений. Книга 7. Выстрел с монитора. — М. : Центрполиграф, 2000. — С. 5—194. — (Владислав Крапивин. Собрание сочинение в 30 томах). — Илл. Е. Стерлиговой. — 10 000 экз. — ISBN 5-227-00653-9.
- Крапивин В. Выстрел с монитора. — М. : Центрполиграф, 2002. — 192 с. — (Владислав Крапивин). — Илл. Е. Стерлиговой. — 10 000 экз. — ISBN 5-227-01640-2.
- Крапивин В. Выстрел с монитора // В глубине Великого Кристалла. Том 1. — М. : Эксмо, 2005. — С. 5—130. — (Шедевры отечественной фантастики). — Илл. на обл. В. Савватеева, внутр. илл. В. Терминатова. — 6000 экз. — ISBN 5-699-08609-9.
- Крапивин В. Выстрел с монитора // В ночь большого прилива. — М. : Эксмо, 2005. — С. 155—274. — (Владислав Крапивин). — Илл. на обл. В. Терминатова. — 5000 экз. — ISBN 5-699-11356-8.
- Крапивин В. Выстрел с монитора // В глубине Великого Кристалла. — М. : Эксмо, 2009. — С. 5—92. — (Гиганты фантастики / Гиганты фэнтези). — Авторский сборник. Омнибус. Илл. на обл. С. Мартинье.. — 4000 экз. — ISBN 978-5-699-35106-0.
- Крапивин В. Выстрел с монитора. — М. : Издательский Дом Мещерякова, 2014. — 160 с. — (БИСС. Крапивин). — Илл. Е. Стерлиговой. — 9900 экз. — ISBN 978-5-91045-625-3.
- Крапивин В. Выстрел с монитора. — М. : Издательский Дом Мещерякова, 2017. — 160 с. — (Избранное. Книги Крапивина Владислава Петровича). — Илл. Е. Стерлиговой. — 5000 экз. — ISBN 978-5-00108-186-9.
- Крапивин В. Выстрел с монитора // В глубине Великого Кристалла. Легенда о Хранителе. — М. : Эксмо, 2019. — С. 5—160. — (Фантастика В. Крапивина). — Авторский сборник. Омнибус. Илл. В. Коробейникова. — 2000 экз. — ISBN 978-5-04-101850-4.
- Крапивин В. Выстрел с монитора. — М. : Лабиринт Пресс, 2019. — 160 с. — (Иллюстрированная библиотека фантастики и приключений). — Илл. Е. Стерлиговой. — 5000 экз. — ISBN 978-5-9287-3114-4.
- Крапивин В. Выстрел с монитора // В глубине Великого Кристалла. — М., СПб. : Азбука, Азбука-Аттикус, 2019. — С. 5—118. — (Мир фантастики). — Илл. Е. Стерлиговой. — 4000 экз. — ISBN 978-5-389-15658-6.
- Крапивин В. Выстрел с монитора // Выстрел с монитора. Я иду встречать брата. — М. : АСТ, Малыш, 2022. — (Лучшая детская фантастика). — Илл. И. Орловой. — 6000 экз. — ISBN 978-5-17-150313-0.
- Крапивин В. Выстрел с монитора // В глубине Великого Кристалла. — СПб. : Азбука, Азбука-Аттикус, 2022. — С. 5—118. — (Фантастика и фэнтези. Большие книги). — Илл. Е. Стерлиговой. — 4000 экз. — ISBN 978-5-389-21849-9.

## Комментарии
1. ↑  По словам Биркенштакка, койво обладают разными способностями, о которых не знают и которые не всегда могут контролировать: они способны читать мысли, либо закрытые книги, либо видеть болезни человека; койво могут воспламенять предметы, обрушивать на город молнии или разрушать речные мосты[18][12].